# STS-98
STS-98 byla mise amerického raketoplánu Atlantis, jejímž hlavním cílem bylo připojit americký laboratorní modul Destiny k Mezinárodní vesmírné stanici.

## Posádka
- Kenneth Dale Cockrell (4), velitel
- Mark Lewis Polansky (1), pilot
- Robert Lee Curbeam (2), specialista
- Thomas David Jones (4), specialista
- Marsha Sue Ivinsová (5), specialistka

## Cíl letu
Velkou část nákladového prostoru raketoplánu zabíral modul Destiny. Destiny je americký laboratorní modul a je centrem všech vědeckých experimentů na ISS. Jeho délka je 8,5 metru, průměr 4,3 metru a hmotnost kolem 15 tun. Díky jeho velké hmotnosti tvořilo posádku raketoplánu jen 5 osob. Destiny měl být spojen přímo s prvním americkým modulem Unity a přechodový tunel PMA-2, který byl dosud napojený na Unity byl přemístěn na opačný konec modulu Destiny. Kromě modulu Destiny a spojovacího uzlu s Mezinárodní vesmírnou stanicí se v nákladovém prostoru nacházel už jen nosič ABA. Celková hmotnost užitečného zatížení byla 17 600 kg.

## Průběh letu

### Přípravy na start a problémy před startem
Po své předcházející misi STS-106 se orbitr Atlantis vrátil do hangáru OPF (Orbiter Processing Facility), kde proběhlo běžné poletové ošetření a odstrojení. Současně v montážní hale VAB (Vehicle Assembly Building) probíhala montáž motorů SRB, mezi které byla vložena nová odlehčená nádrž External Tank. Přípravy na let STS-98 se určitou dobu zdržely. Kvůli vážné závadě při předcházejícím letu STS-97 musely být podrobně prověřeny kabelové rozvody na motorech SSME.
2. ledna byla laboratoř Destiny převezena z montážní haly SSPF na startovací rampu LC-39A, konkrétně do montážního prostoru PCR13. V těchto prostorách měla čekat na příjezd raketoplánu. Po převezení raketoplánu Atlantis do haly VAB a domontování startovacího komplexu se 2. ledna začal raketoplán na pásovém transportéru MLP-X přesunovat na startovací rampu. Krátce po výjezdu z haly však došlo k poruše jednoho ze dvou počítačů kontrolujících a vyvažujících celý komplex a tak byl přesun zastaven a celá startovací sestava se musela vrátit do VAB.

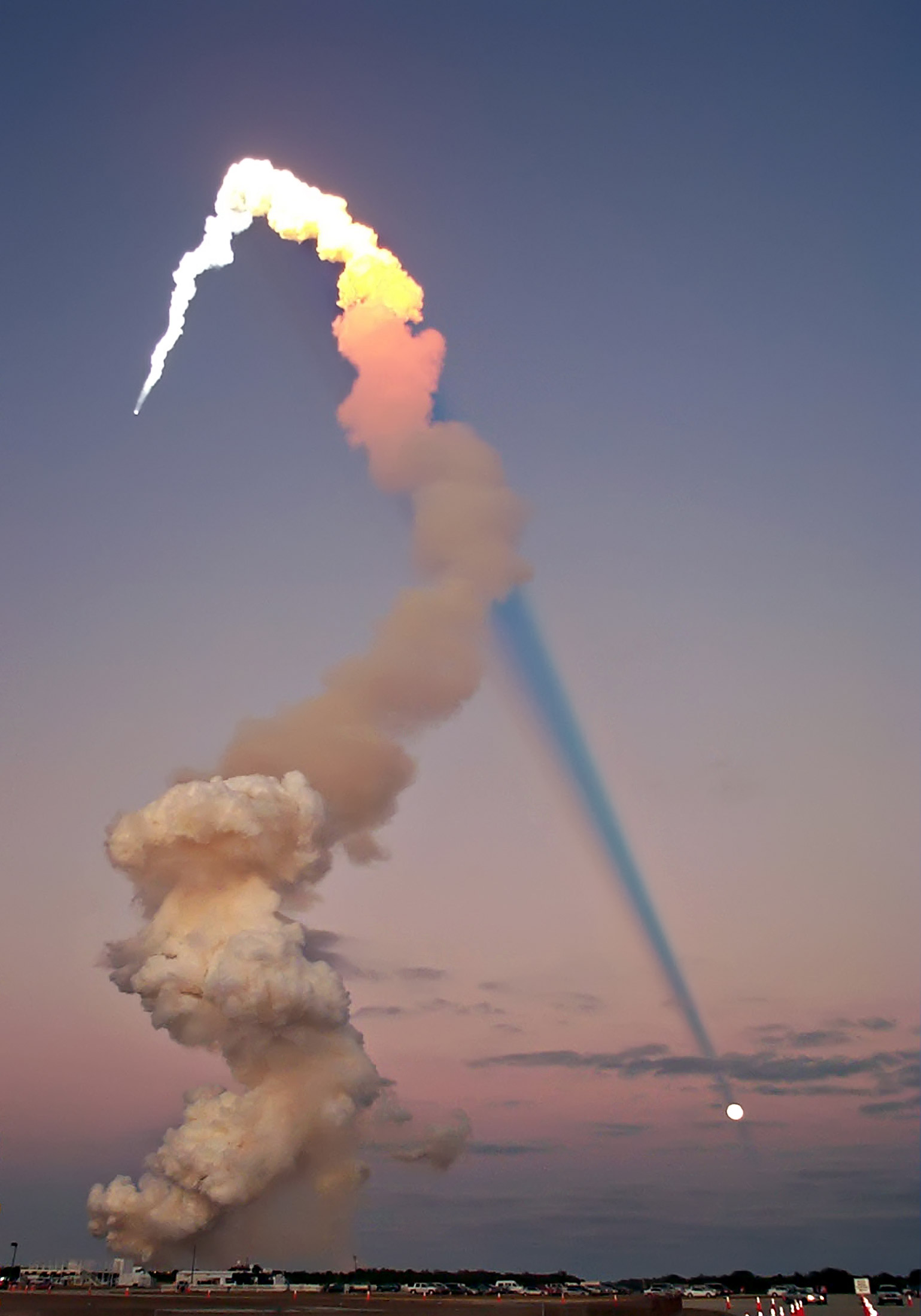
Kondenzační stopa za startujícím raketoplánem Atlantis. Raketoplán startoval při západu Slunce, jeho stín se proto promítal k opačné části horizontu, k východu, kde se v té chvíli nacházel Měsíc

Po výměně transportéru se raketoplán dostal na rampu s jednodenním zpožděním. 5. a 6. ledna proběhlo zkušební odpočítávání, 6. ledna byl modul Destiny vložen do nákladového prostoru raketoplánu. První datum startu byl určen na 19. ledna v 05:11 UTC. Start však odvolali ještě před zahájením závěrečného odpočítávání kvůli poruše kabelu motoru SRB. 18. ledna z nákladového prostoru vyložili Destiny a vzápětí se Atlantis musel vrátit do montážní haly, už podruhé v průběhu příprav na tuto misi. Po prověrkách se startovací komplex vrátil 26. ledna na rampu a nový termín startu byl stanoven na 7. února.
4. února ve 22:00 se začalo odpočítávání v čase T -43 hodin. Odpočítávání probíhalo hladce, plánovaný start neohrožovalo ani počasí. Těsně před startem se objevila závada na jednotce napájecího napětí multiplex MDM. Odpočítávání však pokračovalo a tak se raketoplán Atlantis vznesl z Kennedyho vesmírného střediska 8. února přesně ve 23:13:02,058 UTC.

### Start a první operace na orbitě
Start proběhl hladce. V čase T +140 sekund se od nádrže ET oddělily motory SRB a v čase T +520 sekund byly vypnuty hlavní motory SSME. O 15 sekund později se od orbitru oddělila prázdná hlavní palivová nádrž a raketoplán se ocitl na dočasné suborbitální dráze 74-316 km. Po dosažení apogea se po 83,9-sekundovém zážehu motorů OMS Atlantis dostala na oběžnou dráhu 205-322 km.
9. února 2001 v 01:02 UTC posádka otevřela dveře od nákladového prostoru a potom vysunula parabolickou anténu sloužící na komunikaci v pásmu Ku. Před prvním odpočinkem uskutečnili piloti první korekci oběžné dráhy, po které se oběžná výška Atlantis změnila na 306-361 km.
Druhý den letu proběhla další korekce dráhy, zkoušky manipulátoru RMS, prověření skafandrů a příprava přechodové komory.
V průběhu třetího letového dne probíhaly bezprostřední přípravy na spojení se stanicí. Po dosažení setkávací dráhy se v 15:57 UTC raketoplán otočil o 180°, takže se pohyboval motory napřed. Stanice byla také zorientovaná do polohy vhodné na setkání. Všechny solární panely stanice byly natočeny hranou proti přilétajícímu raketoplánu, aby je spaliny z jeho motorů nepoškodily. Ke kontaktu došlo 9. února 2001 v čase 16:51 UTC, když se zámky na setkávacím zařízení raketoplánu ODS zachytily na přechodovém tunelu PMA-3 stanice. Spojení potvrdil velitel Cockrell slovy: „Zachycení potvrzeno.“ Mario Runco na to odpověděl: "Výborná práce."

### Průběh letu po spojení se stanicí
Od okamžiku pevného spojení, které nastalo v 17:01 UTC přebral orientaci a stabilizaci celého komplexu raketoplán a solární panely mohly být opět natočeny ke Slunci. V průběhu spojeného letu se dráha celého komplexu zvýšila přibližně o 25 km. Po kontrole hermetičnosti spojení v 19:03 UTC posádky otevřely průlez a setkaly se. Potom následoval přenos nákladu z paluby raketoplánu do stanice.
Po odpočinku čekala posádku nejdříve neplánovaná změna dráhy, aby se vyhnuli neidentifikovatelnému kusu kosmického smetí. Cockrell uskutečnil korekci, při které byla zároveň zvětšena výška stanice. Po přípravách na výstup do otevřeného prostoru vystoupili Jones a Curbeam z přechodové komory EAL raketoplánu do vesmíru.

#### EVA-1
První výstup do otevřeného prostoru začal oficiálně 10. února v čase 15.50 UTC, kdy si astronauti přepojili skafandry na vlastní baterie. Nejdříve se Jones vydal k příhradové konstrukci ITS-Z1, aby zkontroloval, jestli jsou mechanické zámky MBM (Manual Berthing Mechanism) připraveny na dočasné připojení tunelu PMA-2. Curbeam zatím zůstal v nákladovém prostoru, kde odpojil kabely, kterými se do modulu Destiny dodávala elektrická energie. Potom zahájil demontáž transportního krytu spojovacího uzlu PCBM (Passive Common Berthing Mechanism). Mezitím Ivinsová přimanévrovala modul PMA-2 k MBM a Jones ručně uzamkl spojovací zámky. Po tomto manévru přemístila Ivinsová manipulátor RMS k samotnému modulu Destiny. V 17:35 UTC, po odemknutí zámků, ho opatrně vyzdvihla z nákladového prostoru raketoplánu. Přesun byl velmi pomalý, rychlostí jen 30 milimetrů za sekundu. Curbeam celou operaci sledoval z nákladového prostoru. Když byl modul dostatečně vysoko, začala ho Ivinsová otáčet o 180°. Po otočení se modul Destiny začal posouvat k modulu Unity a v čase 19:00 UTC se jejich spojovací uzly zachytily. V 19.12 UTC bylo dokončeno pevné spojení obou modulů. Od této chvíle Destiny už patřil k Mezinárodní vesmírné stanici, jejíž délka díky němu vzrostla o 9 metrů a vnitřní objem se zvětšil o 100 kubických metrů.
Kolem 19.20 UTC zahájil Jones přepojování kabelů modulu Destiny a Curbeam zahájil přepojení potrubí pro chladicí médium (amoniak) mezi Destiny a ITS-Z1. Přitom však došlo k úniku amoniaku. Po dobu, kdy řídící středisko zkoumalo, jak se spojováním potrubí pokračovat, oba astronauti přepojili zbývající kabely. Na Zemi dospěli k rozhodnutí, že spoje je potřebné rozebrat a očistit je od krystalků amoniaku, aby tato nečistota nedeformovala vnitřní těsnění spoje. Potom přepojování amoniakových potrubí pokračovalo. Po ukončení elektronického a hydraulického přepojení si Curbeam očistil skafandr od amoniaku. Pak se oba vrátili do přechodové komory, ve které po částečném napuštění vzduchu 10. února ve 23.24 UTC skončil první výstup do kosmu. Potom však musel být vzduch znovu vypuštěn a zase napuštěn, aby se komora zbavila případných stop po amoniaku. Celý výstup trval 7 hodin 34 minut.
Když si Jones a Curbeam začali po skončení výstupu svlékat skafandry a ostatní výbavu pro výstup, všichni ostatní astronauti z ISS i z raketoplánu se již věnovali aktivaci Destiny. Teplota v novém modulu však neplánovaně vzrostla až na 40 °C. Termoregulační systém laboratoře byl 11. února ve 2.25 UT aktivován povelem ze Země a Cockrell potvrdil, že funguje. Posádka si s hodinovým zpožděním dopřála odpočinek.

#### Oživení Destiny
Pátý den letu posádka 11. února ve 14.38 UTC slavnostně otevřela průlezy do modulu Destiny. V rámci toho Shepherd podepsal předávací protokol o převzetí modulu dlouhodobou posádkou. Potom, když si astronauti prohlédli stanici, začali s jejím oživováním, například s instalací různých ventilů a rozvodů, aby tím připojili Destiny k soustavě komplexu. Jones s Curbeamem vyčistili a zkontrolovali skafandry a jednotky SAFER (Simplified Aid for EVA Rescue) v rámci příprav na druhý výstup do otevřeného prostoru. Kolem 22.00 UTC se uzavřely průlezy mezi raketoplánem a stanicí, aby se na palubě Atlantis mohl snížit atmosférický tlak před druhým výstupem do volného vesmíru. Potom posádka opět zahájila odpočinek.

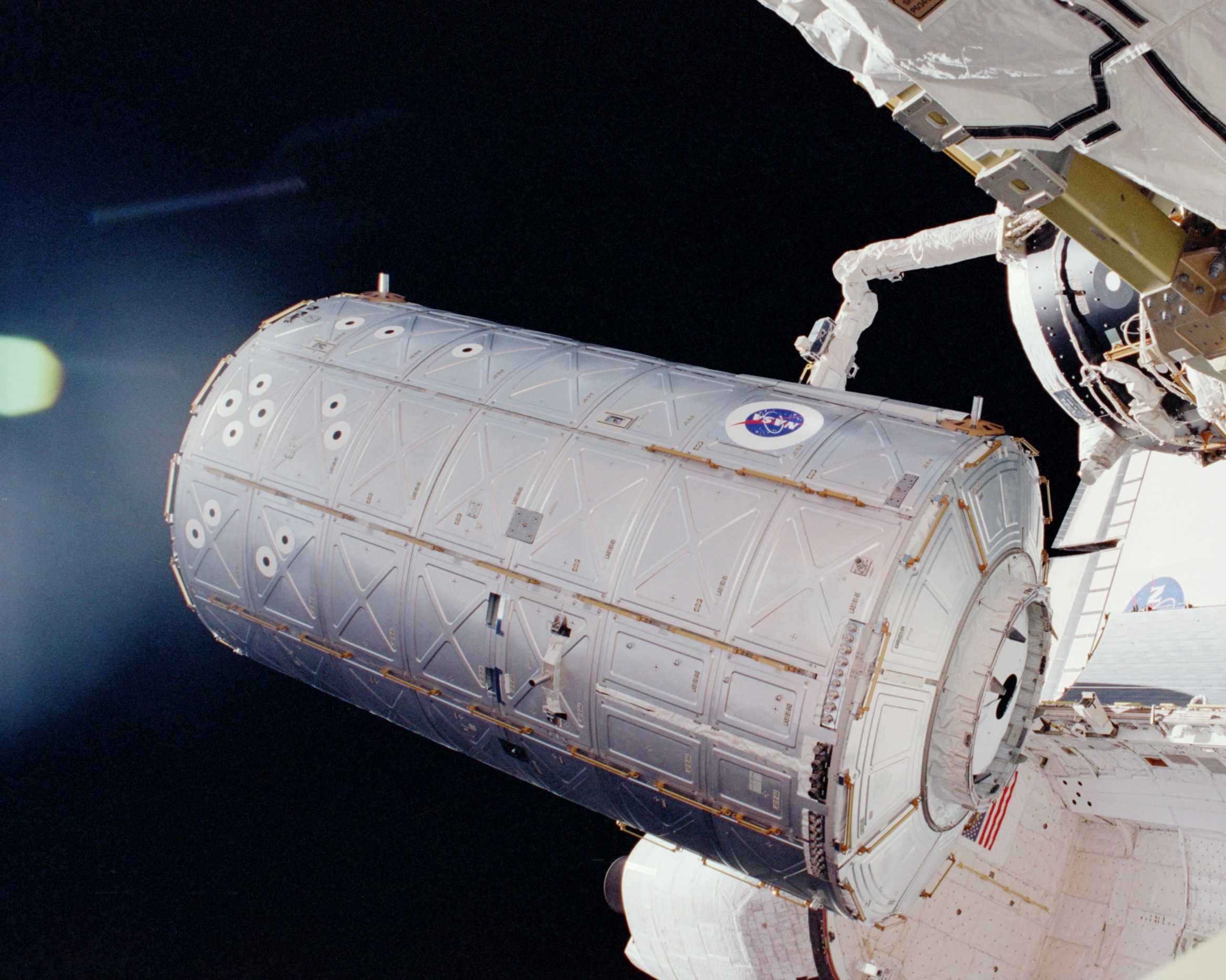
Modul Destiny

#### EVA-2
Po ukončení odpočinku se začaly přípravy na druhý výstup do otevřeného prostoru a 12. února kolem 14.15 UTC Jones spolu s Curbeamem začali s oblékáním skafandrů. Přibližně o hodinu později Ivinsová opět oživila manipulátor RMS. V 15:59 UTC oficiálně Jones a Curbeam vystoupili podruhé do vesmíru. Curbeam se přesunul na konec modulu Destiny a sundal ochranný kryt ACBM (Active Common Berthing Mechanism) ze spojovacího uzlu. Jones zatím na konstrukci ITS-Z1 ručně odemkl zámky poutající tunel PMA-2. Po odemknutí zámků Ivinsová přesunula manipulátorem tunel PMA-2 k uzlu ACBM, kde se v 17:28 UTC obě tělesa zachytila. Po ukončení pevného spojení a odpojení manipulátoru astronauti začali instalovat pracovní plošiny na povrch laboratoře. Po ukončení všech montáží a demontáží se Jones a Curbeam vrátili do přechodové komory. 12. února ve 22:49 UTC se po 6 hodinách a 50 minutách skončil druhý výstup do otevřeného prostoru.
13. února měly posádky odpočinkový den, během kterého proběhla příprava na třetí a poslední výstup do vesmíru a oživování systémů Destiny. Proběhla též další korekce dráhy. Následujícího dne Jones a Curbeam opět zahájili přípravy na výstup.

#### EVA-3
Třetí výstup do vesmíru se začal 14. února 2001 ve 14:48 UTC. Po výstupu do nákladového prostoru Atlantis Jones demontoval záložní anténní systém SASA (S-band Antenna Support Assembly) na stěně nákladového prostoru raketoplánu. Odpojenou anténu dal Curbeamovi, který stál na plošině na konci manipulátoru RMS. Ivinsová, která opět obsluhovala manipulátor přemístila Curbeama k ITS-Z1, kde Curbeam anténu namontoval. Po skončení montáže Curbeam ještě zahájil kontrolu rychlospojů na potrubích čpavku a Jones demontoval poslední svorníky poutající pravostranný radiátor na konstrukci ITS-P6. Po skončení těchto úkolů se oba astronauti věnovali fotodokumentaci a Cockrell dal zatím dálkovým povelem příkaz na rozložení pravostranného radiátoru. Před návratem do přechodové komory Jones a Curbeam nacvičovali transport bezvládného astronauta do přechodové komory. Výstup skončil 14. února ve 20:13 UTC a trval 5 hodin 25 minut.
Po skončení třetího výstupu a odpočinku dokončily posádky přenášení nákladu. Celkem bylo na palubu ISS dopraveno asi 1500 kg nákladu. Následujícího dne se obě posádky rozloučily a uzavřely vstupní průlezy. Po skončení kontrol hermetičnosti spoje se odemkly zámky spojovacího uzlu a 16. února 2001 ve 14:05:50 UTC se raketoplán Atlantis odpojil od Mezinárodní vesmírné stanice. Odpojený raketoplán pilotoval Polanski. Po obletu stanice ve 14:48 UTC přešel Atlantis na samostatnou oběžnou dráhu.

### Průběh letu po odpojení od ISS a přistání
Během desátého dne letu se posádka věnovala kontrole systémů před přistáním a úklidu vnitřních prostor. Přistání mělo proběhnout následujícího dne, 18. února. Přípravy na přistání pokračovaly a ve 14:08 UTC byly dokonce uzavřeny dveře nákladového prostoru raketoplánu, jenže kvůli špatnému počasí a silnému bočnímu větru bylo přistání odloženo, nejdříve o jeden oběh, a potom o celý den. Situace se opakovala i druhý den, kdy počasí nevyhovovalo ani na KSC, ani na základně Edwards AFB v Kalifornii. 20. února bylo počasí na Floridě stále stejně nevhodné na přistávání, posádce však už zůstaly zásoby elektrické energie jen na 24 hodin. Řídící středisko nakonec dalo souhlas s přistáním na Edwards AFB. Raketoplán tedy už potřetí uzavřel dveře do nákladového prostoru a otočil se motory OMS dopředu. Nad Indickým oceánem proběhl 168-sekundovým zážehem motorů OMS brzdící manévr. Raketoplán začal vstupovat do atmosféry a její myšlenou hranici překročil v čase 20:02 UTC. 20. února 2001 ve 20:33:05 UTC se dotkl přistávací dráhy a úplně zastavil v čase 20:34:02 UTC.